# 덕풍중학교
덕풍중학교(德豊中學校)는 대한민국 경기도 하남시 덕풍동에 있는 공립 중학교이다.

## 학교 연혁
- 2009년 1월 2일 : 덕풍중학교 설립 인가
- 2009년 3월 1일 : 초대 김순희 교장 취임
- 2009년 3월 1일 : 덕풍중학교 개교
- 2009년 3월 2일 : 덕풍중학교 1학년 5학급 168명 입학
- 2009년 3월 3일 : 덕풍중학교 급식소 개소식
- 2012년 2월 10일 : 제1회 졸업식(175명 졸업)
- 2023년 3월 1일 : 제4대 김은자 교장 취임
- 2023년 3월 2일 : 1학년 8학급 233명 입학, 2학년 230명 진급, 3학년 222명 진급 총 685명
- 2024년 1월 5일 : 제13회 졸업식(223명 졸업)

## 참고 자료
- 덕풍중학교 - 한국교육학술정보원 학교알리미